# 中山氏擬鯥
中山氏拟鯥，是发光鲷科擬鯥屬一种，分布于太平洋和印度洋海域。模式产地为日本高知县土佐湾，种加词源自日本高知大学中山直英的姓氏，是他首次发现来自土佐湾的样本与菲律賓擬鯥（Parascombrops philippinensis）存在差异。

## 形态特征
体长67-109毫米。体细长，头背扁平，吻尖。臀鳍Ⅱ+7。胸鳍具有15—16条鳍条，其长度是体长的19.5—24.3%。鳃耙11—16，其数量随体型增大而增加。伪鳃鳃丝16—29，数量随鱼体的成长而增多。臀鳍第一鳍担骨长，略弯，顶端宽且中空。犁骨呈V形，犁骨齿退化，仅基部两侧有少量长齿。腭骨齿1行，前部齿长，后部齿呈颗粒状。外翼骨加宽，具有3—4行颗粒状齿。眼径为体长的9.5—12.6%，随体型增大而增加；吻长为眼径的87—113%。前鳃盖骨无纵棱。耳石中度延长，长与高之比为1.7—1.8。